# Jabłonka
Jabłonka (slovensky Jablonka, maď. Jablonka) je obec na polské Oravě, v okrese Nowy Targ, který je součástí Malopolského vojvodství. Je sídlem stejnojmenné gminy. 
Leží na řece Černá Orava. V obci se hovoří oravským nářečím.
Přes Jabłonku vede evropská silnice E77.

## Části obce
| Osady      | Nowakowa, Otrębowa |
| Části obce | Albertowa, Borówkowa, Bugaj, Dziadowska Dolina, Działek, Dzicy, Dziubkówka, Gęste Domy, Giądłówka, Guzówka, Jabłonka-Centrum, Kapustowa, Koniczki, Kralówka, Kukowa, Kuria, Lichosytowa, Łyżniakowa, Machajowa, Matonogi, Oskwarkowa, Panowa, Puchałówka, Rola Joniakowa, Sarkowa, Stasiowa, Suwadowa, Szałas, Wdówkowa, Wertelowa, Wicaniówka |

## Historie
Jabłonka až do konce první světové války patřila Rakousko-Uhersku, resp. byla součástí Uherska. Do roku 1920 patřila dočasně do Československa, následně však připadla Polsku. V letech 1939 až 1945 obec patřila do Slovenské republiky, ale po druhé světové válce opět přešla pod správu Polska.